# Neosparton
Neosparton, maleni biljni rod južnoameričkih grmova iz porodice sporiševki (Verbenaceae) smješten u tribus Neospartoneae. Sastoji se od najmanje tri vrste iz Argentine. Opisan je u Abh. Königl. Ges. Wiss. Göttingen 19: 244. 1874.
Vrsta Neosparton darwinii Benth. & Hook., tretirala se kao ugrožena vrsta sa obalnih dina Pehuén-Có u provinciji Buenos Aires. Danas se ova vrsta vodi kao sinonim za Neosparton ephedroides.

## Vrste
1. Neosparton aphyllum (Gillies & Hook.) Kuntze
2. Neosparton ephedroides Griseb., tip.
3. Neosparton patagonicum Tronc.